# Il meglio (Mia Martini)
Il meglio è una raccolta di Mia Martini, pubblicata nel 1995 dalla BMG Ricordi. Nella raccolta appaiono per la prima volta su cd i brani Donna con te (1975) e L'amore è il mio orizzonte (1976). È stata ristampata due volte con altre due copertine differenti: nel 1997 per la serie "Nuova Lineatre"; nel 2007 col titolo Dedicato a... Mia Martini (Self Distribution / Record Service 74321 512522).

## Tracce
1. Padre davvero...
2. Questo amore vero
3. Piccolo uomo
4. Madre
5. Donna sola
6. Minuetto
7. Tutti uguali
8. Tu sei così
9. Inno
10. Agapimu
11. Principessa di turno
12. Al mondo
13. Donna con te (Femme avec toi)
14. L'amore è il mio orizzonte
15. Sabato
16. E non finisce mica il cielo